# Катажинкі (Великопольське воєводство)
Катажинкі (пол. Katarzynki) — село в Польщі, у гміні Сважендз Познанського повіту Великопольського воєводства. Населення — 32 особи (2011).
У 1975—1998 роках село належало до Познанського воєводства.

## Демографія
Демографічна структура станом на 31 березня 2011 року:
|          | Загалом | Допрацездатний вік | Працездатний вік | Постпрацездатний вік |
| -------- | ------- | ------------------ | ---------------- | -------------------- |
| Чоловіки | 13      | 2                  | 10               | 1                    |
| Жінки    | 19      | 1                  | 13               | 5                    |
| Разом    | 32      | 3                  | 23               | 6                    |